# Szapáryfalva
Szapáryfalva (románul: Țipari) falu Romániában, a Bánságban, Temes megyében.

## Fekvése
Lugostól 10 km-re északra fekvő település.

## Története
Szapáryfalva 1881-ben alapított telepes falu.
1888-ban Szapárifalva, 1913-ban Szapáryfalva néven írták.
Az árvizek miatt elpusztult a Torontál vármegye délnyugati részén fekvő Albrechtsdorf falu, melynek hajléktalanná vált református magyar lakosait, mintegy 320 családot 1881-ben a kincstár áttelepítette a 440 holdas letarolt szilhai erdeje helyére.
A falu névadója gróf Szapáry Gyula (1832–1905) magyar pénzügyminiszter volt. A trianoni békeszerződés előtt Krassó-Szörény vármegye Bégai járásához tartozott.
1910-ben 1743 lakosából 1686 magyar, 45 román volt. A népességből 225 fő római katolikus, 1441 református, 59 görögkeleti ortodox volt.
A 2002-es népszámláláskor 820 lakosa közül 468 fő (57,1%) magyar, 334 (40,7) román, 12 (1,5%) cigány, 6 fő (0,7%) pedig ismeretlen nemzetiségű volt.